# Metsalõuka
Metsalõuka – wieś w Estonii, w prowincji Sarema, w gminie Salme.